# Charles Warren Stoddard

Charles Warren Stoddard

Charles Warren Stoddard (* 7. August 1843 in Rochester (New York); † 23. April 1909 in Monterey, Kalifornien) war ein US-amerikanischer Schriftsteller.

## Leben
Stoddard ist ein direkter Nachkomme von Anthony Stoddard aus England, der sich 1639 in Boston, Massachusetts angesiedelt hatte. Während seiner Kindheit und Jugend zog er mehrmals um: 1855 mit seinen Eltern nach New York City, die ihn bald darauf nach San Francisco in Kalifornien mitnahmen. 1857 kehrte er allein nach New York zu seinen Großeltern zurück, danach wieder zu seiner Familie in San Francisco.
Er begann Gedichte zu schreiben, die er anonym an eine lokale Zeitung schickte. Sie stießen auf großes Interesse beim Publikum und wurden später als Buch unter dem Titel Poems by Charles Warren Stoddard veröffentlicht. Seine schwache Gesundheit hielt ihn von seinen Plänen einer College-Ausbildung ab. Er versuchte sich auf dem Theater, erkannte aber bald, dass er für die Bühne nicht geeignet war.
1864 bereiste er die Inseln der Südsee und schrieb von dort seine Idyls – Briefe, die er an einen Freund schickte, der sie als Buch veröffentlichte. William Dean Howells sagte über sie: „Das ist das Leichteste, Liebenswerteste, Wildeste, Frischeste, was je über das Leben in diesem Sommerozean geschrieben wurde.“ Stoddard unternahm noch vier weitere Reisen in die Südsee und gab seine Eindrücke in Lazy Letters from Low Latitudes und The Island of Tranquil Delights wieder. Wiederholt besuchte er Molokai, wo er nähere Bekanntschaft mit Father Damien, dem Apostel der Leprakranken schloss. Daraus entstand das Büchlein The Lepers of Molokai, das zusammen mit dem berühmten Brief von Robert Louis Stevenson viel dazu beitrug, Father Damiens öffentliches Ansehen zu stärken. 1867, kurz nach seiner ersten Südseereise, trat Stoddard der katholischen Kirche bei, welcher er in inniger Weise zugetan war. Die Geschichte seiner Konversion hat er in dem Buch A Troubled Heart and How it was Comforted erzählt. Über dieses Buch ist sein Ausspruch überliefert: „Hier habt ihr mein ganzes offengelegtes Innenleben.“ Aus seinem Glaubenswandel rührt der überbordende Optimismus, der jeden, der ihn kannte, für Stoddard einnahm.
Ab 1873 ging er als Sonderkorrespondent auf eine lange Tour, ohne genaue Auflagen seitens seines Auftraggebers des San Francisco Chronicle. Fünf Jahre war er unterwegs, während denen er Europa bereiste und bis nach Palästina und Ägypten kam. Von dieser Reise schickte er Briefe an seine Redaktion, von denen nur wenige wiederveröffentlicht wurden, obwohl manche zu seinen besten Arbeiten gehören.

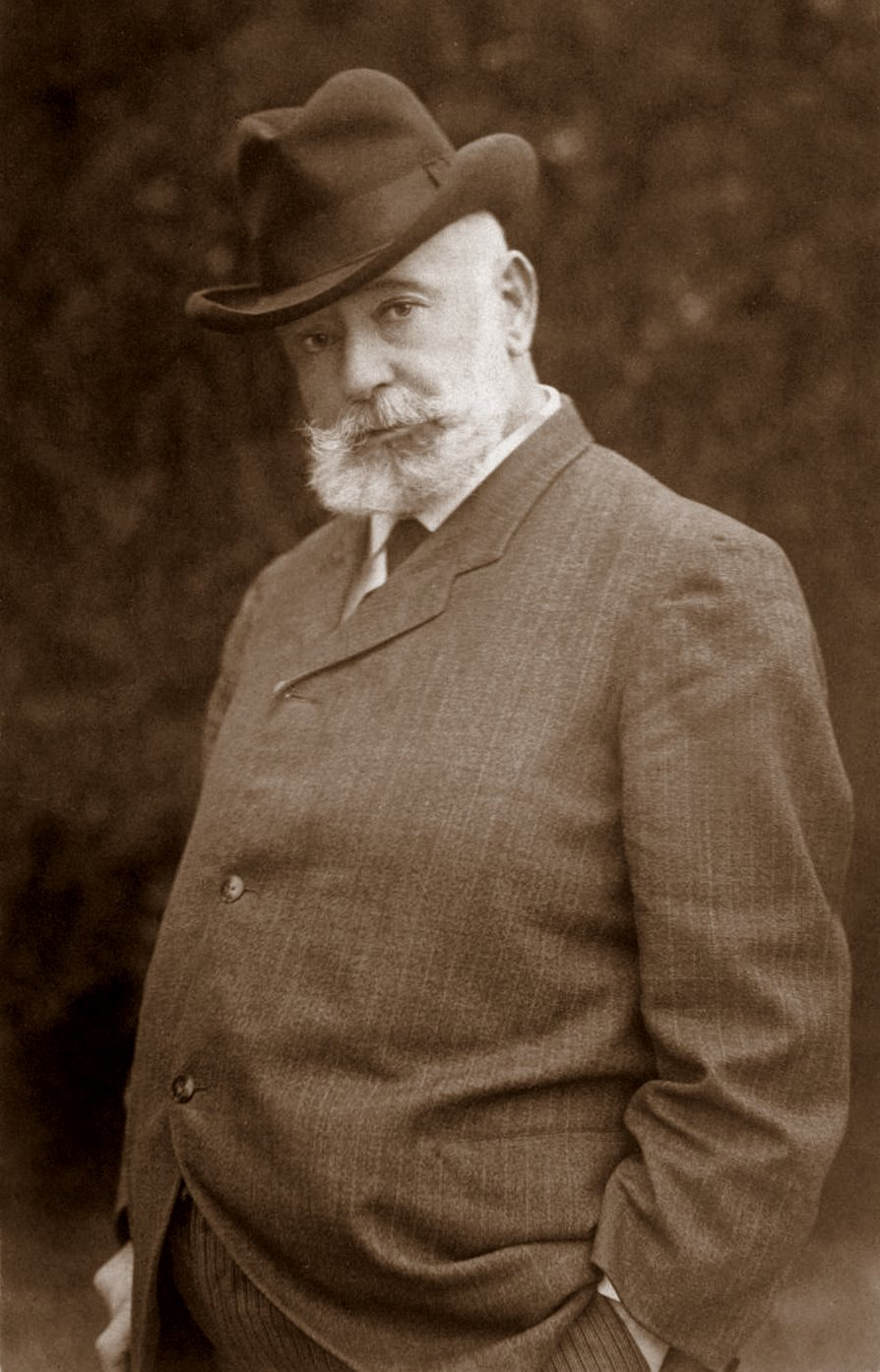
Charles Warren Stoddard

Um 1880 war Stoddard Mitherausgeber des Overland Monthly.
1885 beschloss er, sesshaft zu werden, und folgte dem Ruf an den Lehrstuhl für englische Literatur an der University of Notre Dame, Indiana, zog sich jedoch aus Gesundheitsgründen bald zurück. Eine entsprechende Stelle an der Katholischen Universität in Washington, D.C., die er ab 1889 bekleidete, musste er 1902 ebenfalls aus gesundheitlichen Gründen aufgeben. Kurz darauf zog er nach Cambridge (Massachusetts), um sich vollständig seiner literarischen Arbeit zu widmen. Eine lebensgefährliche Krankheit durchkreuzte seinen Plan, müßig blieb er trotzdem nicht. Er setzte seine Exits and Entrances fort, eine Sammlung von Essays und Skizzen, die er als sein Lieblingswerk bezeichnete – womöglich weil es von seinem engen Freund Robert Louis Stevenson und anderen Literatenfreundschaften handelt. Während dieser Zeit schrieb er seinen einzigen Roman For the Pleasure of His Company, über den er sagte: „Hier habt ihr meine Bekenntnisse.“
Spekulationen vor allem von Seiten der amerikanischen Gay-Bewegung über eine mögliche Homosexualität Stoddards beziehen sich auf Passagen seiner Schriften, in denen er die Neigung der Südseeinsulaner zu gleichgeschlechtlichen Bindungen preist, sowie auf seine Vorliebe für Freundschaften mit homosexuellen Männern. Ende 1866 schickte er die Neuauflage seiner Gedichte an Herman Melville mit der Anmerkung, in Hawaii auf keine Spuren von Melville gestoßen zu sein. Stoddards Anschreiben mag Melville keinen speziell homosexuellen Unterton entnommen haben, jedenfalls enthält der Entwurf seiner Antwort, der erhalten ist, keine entsprechenden Bezüge.
Die Figur des Kory-Kory aus Melvilles Typee inspirierte Stoddard zu einer Erzählung, in der er jene Art von Freundschaft feierte, die auch Melville mehr als einmal behandelte.
Mit Walt Whitman, dessen Faszination für die erotische Ausstrahlung des männlichen Körpers sich aus seinen Gedichten erschließen lässt, stand er in lebhafter Korrespondenz.
Seine meisten Schriften sind so streng biografisch, weil Stoddard durch das Auslegen von genügend Spuren seinen Lesern zu ermöglichen hoffte, seine gesamte Lebensgeschichte nachzuvollziehen. 1905 kehrte er in der Hoffnung nach Monterey in Kalifornien zurück, seine Gesundheit wiederherzustellen, schwebte jedoch ständig zwischen Leben und Tod, bis er 66-jährig 1909 verstarb.
Seit 1898 war er gewähltes Mitglied der American Academy of Arts and Letters.

## Werk
Aus der Sicht von Außenstehenden steckte Stoddard voller Widersprüche. Hauptsächlich war er ein Bohémien, aber auf hohem Niveau – einer, der dem Ruf der Ferne nicht widerstehen konnte, und seine Heimat, wie er es ausdrückte, immer unter dem Hut dabei hatte. Und doch blieb er selbst auf seinen Reisen ein Mystiker und Einsiedler. „Fantasievoll und leicht zu beeindrucken“: Die beiden Attribute, die Stoddard seinen Freunden in der Südsee zusprach, treffen auch besonders gut auf ihn selbst zu. Sein Charme – Liebenswürdigkeit, Friedfertigkeit, Zartheit, Freundlichkeit – findet sich in seinen Schriften wieder. Bedeutende englischsprachige Autoren haben Stoddards Werke sehr gelobt und dem amerikanischen Publikum Gleichgültigkeit ihm gegenüber vorgeworfen. Am bekanntesten ist der Satz von Stevenson, den Jean Giono überliefert hat: „Es gibt nur zwei Schriftsteller, welche die Südsee genial geschildert haben, und das sind zwei Amerikaner: Herman Melville und Charles Warren Stoddard.“
Stoddard wurde nie ins Deutsche übersetzt. Für Leser unserer Zeit ist er zu stark christlich orientiert, um noch lesbar zu sein. Doch war er ein umgänglicher Mensch mit einem reichen Seelenleben – ein praktizierender Christ, der nicht durch penetrante Frömmelei auffiel, sondern seine als bereichernd empfundenen Glaubensüberzeugungen in ansteckender Weise zum Anlass nahm, Gutes zu tun, ein guter Mensch zu sein – ein Reisender auch, dem ein Ort auf der Welt nie genug war, und den es immer drängte, sich darüber mitzuteilen.

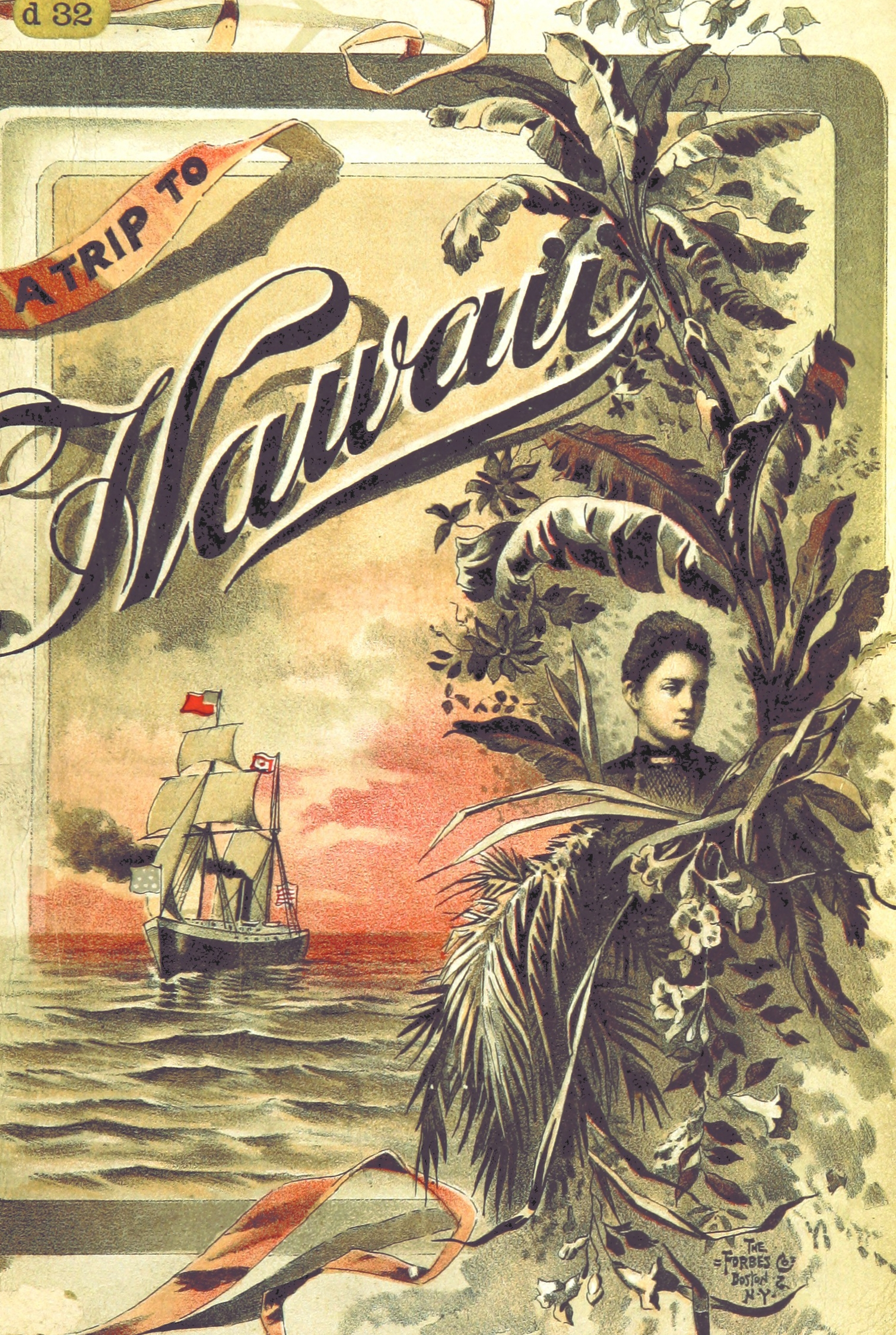
A Trip to Hawaii (2. Auflage, 1892)

## Werke
- Poems by Charles Warren Stoddard, nach 1857
- South-Sea Idyls, ab 1864
- Lazy Letters from Low Latitudes
- The Island of Tranquil Delights: A South Sea Idyl and Others
- The Lepers of Molokai, ca. 1866
- A Troubled Heart and How it was Comforted, nach 1867
- Summer Cruising in the south Seas, 1874
- Marshallah, a Flight into Egypt, 1885
- A Trip to Hawaii, 1885
- In the Footprints of the Padres, 1892
- Exits and Entrances: A Book of Essays and Sketches, nach 1889
- For the Pleasure of His Company, nach 1889
- In the Footprints of the Padres, 1892
- Hawaiian Life, 1894
- Saint Anthony, the Wonder-Worker of Padua, 1896
- A Cruise under the Crescent, 1898
- Over the Rocky Mountains to Alaska, 1899
- Father Damien, a Sketch, 1903
- With Staff and Scrip, 1904
- Hither and Yon; The Confessions of a Reformed Poet, 1907
- The Confessions of a Reformed Poet, 1907
- The Dream Lady, 1907
- A Bit of Old China, ohne Jahr
- Bücher von Stoddard Die meisten seiner vorgenannten Werke sind im Internet Archive verfügbar